# Compsosoma monnei
Compsosoma monnei là một loài bọ cánh cứng trong họ Cerambycidae.